# باولا كونتريرز ماركيز
باولا كونتريرز ماركيز (بالإنجليزية: Paula Contreras Márquez)‏ (8 يناير 1911، قرطبة في إسبانيا - 3 فبراير 2008، قادس في إسبانيا)؛ كاتِبة وروائية إسبانية.